# Yosef Hayim Yerushalmi
Yosef Hayim Yerushalmi (New York, 20 maggio 1932 – New York, 8 dicembre 2009) è stato uno storico statunitense ebreo, specialista di storia dei marrani. La sua opera più nota è Zakhor. Jewish History and Jewish Memory, un saggio nel quale l'autore si interroga sul rapporto degli ebrei con la storia e la memoria.

## Biografia
Yosef Hayim Yerushalmi nacque nel Bronx nel 1932, in una famiglia di ebrei emigrati dalla Russia, originari di Pinsk - per parte di madre - e di Goloskov, vicino a Odessa - per parte di padre. I genitori erano ebrei credenti senza essere ortodossi.
Ebbe come lingue materne l'ebraico, l'inglese e lo yiddish - suo padre era insegnante di ebraico - e frequentò le yeshivot newyorkesi, dove ricevette una solida educazione ebraica. Nel 1953 si diplomò alla Yeshiva University, e quattro anni dopo fu ordinato rabbino al Jewish Theological Seminary.
Nel 1959 sposò Ophra, una pianista venuta da Israele per studiare il pianoforte con Claudio Arrau, dalla quale ebbe un figlio, Ariel.
Dedicatosi agli studi storici, ottenne un dottorato alla Columbia University nel 1966, con una tesi sul medico e filosofo marrano del XVII secolo Isaac Cardoso, sotto la guida di Salo Wittmayer Baron, uno dei più grandi specialisti di storia del popolo ebreo del XX secolo.
Per un anno lavorò come rabbino in una sinagoga newyorkese, ma la sua attività si spostò definitivamente verso la ricerca e l'insegnamento, quando ottenne un posto da professore di lingua e storia ebraica e civiltà sefardita  all'Università di Harvard, dove ereditò nel 1971 la cattedra di Jacob E. Safra. Nel 1980 lasciò Harvard per la Columbia, dove prese la cattedra di storia ebraica che era stata di Salo Baron fino al 1963, che egli tenne poi fino al 2008. Alla Columbia diresse anche, per 28 anni, il Centro di studi ebraici e israeliani, dove accolse molti studenti che divennero poi noti storici del giudaismo.
Morì a Manhattan, dove abitava, a 77 anni.

## Opera
Yerushalmi si è occupato essenzialmente dello studio del giudaismo sefardita e dei marrani. Le sue ricerche sui convertiti lo indussero a pensare che la duplicità della loro condizione potesse illuminare la condizione dell'ebreo moderno. 
Così secondo lui l'identità ebraica contemporanea non è tanto questione di eredità quanto piuttosto di scelta. Queste riflessioni pionieristiche sulla relazione di questa identità con la memoria, la storia e il passato confluiranno nel suo saggio più noto, il citato Zakhor. Jewish History and Jewish Memory. L'opera, oltre a influenzare in modo significativo gli storici ebrei della generazione successiva, sarà punto di riferimento nei dibattiti sulla memoria che attraversarono il mondo intellettuale nel corso degli anni ottanta e novanta.
All'inizio degli anni novanta Yerushalmi affronta il Mosè di Freud, proponendo per la prima volta una valutazione storica di un testo fortemente dibattuto e problematico, e contribuendo a lanciare un ampio dibattito specialistico sulla figura di Mosè, che all'inizio del XXI secolo non è ancora terminato.
Yosef Hayim Yerushalmi è considerato uno dei grandi ricercatori della storia ebraica, la cui opera - meditazione sulla tensione fra la memoria collettiva di un popolo e l'analisi prosaica dei fatti materiali - ha influenzato una generazione di intellettuali.

## Critiche
Alcuni storici della nuova generazione non esitano a prendere le distanze da alcune delle tesi di Yerushalmi, e anche a criticare i presupposti sui quali egli fonda le proprie ricerche.